# 泰拉維車站
泰拉維車站是位於格魯吉亞卡赫蒂大区区府泰拉維的鐵路車站，啟用於1890年。
2007年，由於軌道基礎設施狀況不佳而停止定期客運服務。2008年喬俄戰爭期間，客運暫時恢復。起因是俄軍炸毀了什達卡特利地區的格拉卡爾大橋，導致喬治亞東西部鐵路交通中斷。格拉卡爾大橋修復後，前往泰拉維車站的客運服務再次停止。儘管格魯吉亞鐵路大部分路段的軌道基礎設施都進行了密集改造，但卡赫蒂鐵路並未納入現代化計劃。現今車站僅提供機動車和機動車輛使用，貨運量也很少。